# Tectaria chattagramica
Tectaria chattagramica är en ormbunkeart som först beskrevs av C. B. Cl., och fick sitt nu gällande namn av Ren-Chang Ching. Tectaria chattagramica ingår i släktet Tectaria och familjen Tectariaceae. Inga underarter finns listade.